# Birchington-on-Sea
Birchington-on-Sea – angielska wieś na północnym wschodzie hrabstwa Kent, w 2011 roku zamieszkiwana przez 9961 ludzi.
Wchodzi w skład gminy Birchington. Leży na wybrzeżu ujścia Tamizy, pomiędzy Herne Bay i Margate.